# Équipe de Suède de football à la Coupe du monde 1970
La Suède participe à sa 5e coupe du Monde, elle est éliminée dès le premier tour.

## Le parcours qualificatif

### Groupe 5: Suède
2 équipes scandinaves (la Suède et la Norvège) et la France composent le groupe 5. Surprise par la Norvège à Strasbourg (0-1), la France ne peut empêcher la Suède de décrocher la place qualificative pour le Mondial mexicain.
| Rang | Équipe  | Pts | J | G | N | P | Bp | Bc | Diff |  | Résultats (▼ dom., ► ext.) |     |     |     |
| ---- | ------- | --- | - | - | - | - | -- | -- | ---- |  | -------------------------- | --- | --- | --- |
| 1    | Suède   | 6   | 4 | 3 | 0 | 1 | 12 | 5  | +7   |  | Suède                      |     | 2-0 | 5-0 |
| 2    | France  | 4   | 4 | 2 | 0 | 2 | 6  | 4  | +2   |  | France                     | 3-0 |     | 0-1 |
| 3    | Norvège | 2   | 4 | 1 | 0 | 3 | 4  | 13 | -9   |  | Norvège                    | 2-5 | 1-3 |     |

## Phase finale

### Premier tour - groupe II
| 3 juin 1970                       | Italie         | 1 - 0 | Suède | Estadio Luis Dosal, Toluca                   |                                              |
| 16:00 · Historique des rencontres | Domenghini 10e |       |       | Spectateurs : 14 000 Arbitrage : Jack Taylor | Spectateurs : 14 000 Arbitrage : Jack Taylor |
| 16:00 · Historique des rencontres | Rapport        |       |       | Spectateurs : 14 000 Arbitrage : Jack Taylor | Spectateurs : 14 000 Arbitrage : Jack Taylor |

| 7 juin 1970                       | Israël       | 1 - 1 | Suède        | Estadio Luis Dosal, Toluca                       |                                                  |
| 12:00 · Historique des rencontres | Spiegler 56e |       | Turesson 53e | Spectateurs : 10 000 Arbitrage : Seyoum Tarekegn | Spectateurs : 10 000 Arbitrage : Seyoum Tarekegn |
| 12:00 · Historique des rencontres | Rapport      |       |              | Spectateurs : 10 000 Arbitrage : Seyoum Tarekegn | Spectateurs : 10 000 Arbitrage : Seyoum Tarekegn |

| 10 juin 1970                      | Suède     | 1 - 0 | Uruguay | Stade Cuauhtémoc, Puebla                        |                                                 |
| 16:00 · Historique des rencontres | Grahn 90e |       |         | Spectateurs : 18 000 Arbitrage : Henry Landauer | Spectateurs : 18 000 Arbitrage : Henry Landauer |
| 16:00 · Historique des rencontres | Rapport   |       |         | Spectateurs : 18 000 Arbitrage : Henry Landauer | Spectateurs : 18 000 Arbitrage : Henry Landauer |

| Classement du groupe 2 |         |     |   |   |   |   |    |    |      |
|                        | Équipe  | Pts | J | G | N | P | BP | BC | Diff |
| 1                      | Italie  | 4   | 3 | 1 | 2 | 0 | 1  | 0  | +1   |
| 2                      | Uruguay | 3   | 3 | 1 | 1 | 1 | 2  | 1  | +1   |
| 3                      | Suède   | 3   | 3 | 1 | 1 | 1 | 2  | 2  | 0    |
| 4                      | Israël  | 2   | 3 | 0 | 2 | 1 | 1  | 3  | -2   |